# Rienzi (Mississippi)
Rienzi é uma cidade  localizada no estado americano de Mississippi, no Condado de Alcorn.

## Demografia
Segundo o censo americano de 2000, a sua população era de 330 habitantes.
Em 2006, foi estimada uma população de 327, um decréscimo de 3 (-0.9%).

## Geografia
De acordo com o United States Census Bureau tem uma área de
2,6 km², dos quais 2,6 km² cobertos por terra e 0,0 km² cobertos por água. Rienzi localiza-se a aproximadamente 153 m acima do nível do mar.

## Localidades na vizinhança
O diagrama seguinte representa as localidades num raio de 20 km ao redor de Rienzi.